# 22 Armia (ZSRR)
22 Armia (ros. 22-я армия) – związek operacyjny Armii Czerwonej z okresu II wojny światowej.
22 Armia została utworzona w 1941 roku i uczestniczyła w działaniach bojowych aż do zakończenia wojny w 1945 roku. Jej dowództwo powierzono gen. por. Filipowi Jerszakowowi i tuż przed agresją III Rzeszy na Związek Radziecki została przerzucona z głębi ZSRR w stronę granicy zachodniej. Początkowo wchodziła  w skład Frontu Zachodniego a następnie Frontu Kalinińskiego.  Uczestniczyła w walkach pod Moskwą i w przeciwuderzeniu ( razem z 29 i 31 Armią) przygotowanym przez dowódcę frontu gen. por. Iwana Koniewa. W czasie walk pod Moskwą 22 Armią dowodził gen. mjr Wasilij Juszkiewicz.

## Dowódcy armii
- gen. por. Filip Jerszakow (22.06.1941 - 28.08.1941)
- gen. mjr Wasilij Juszkiewicz[5] (28.08.1941 - 19.10.1941)
- gen. mjr Władimir Wostruchow (19.10.1941[6] - 08.04.1942)
- gen. mjr Dmitrij Sieliezniew (16.12.1942 - 04.03.1943)
- gen. por. Giennadij Korotkow (05.04.1944 - 09.05.1945)[7]

## Skład armii
w październiku 1941 roku:
- 126 Dywizja Piechoty
- 133 Dywizja Piechoty
- 174 Dywizja Piechoty
- 179 Dywizja Piechoty
- 186 Dywizja Piechoty
- 256 Dywizja Piechoty